# Шаталова Марія Юріївна
Марія Юріївна Шаталова (нар. 1 березня 1989) — українська легкоатлетка, що спеціалізується на бігу з перешкодами, учасниця Олімпійських ігор 2016 року.

## Основні досягнення
| Рік  | Чемпіонат        | Місце проведення         | Місце | Результат |
| ---- | ---------------- | ------------------------ | ----- | --------- |
| 2015 | Чемпіонат світу  | Пекін, Китай             | 8 (з) | 9:36.87   |
| 2016 | Олімпійські ігри | Ріо-де-Жанейро, Бразилія | 19    | 9:30.89   |